# Nicky Phelan
Nicky Phelan (* in Irland) ist ein irischer Animator und Filmregisseur.

## Leben
Phelan studierte von 1999 bis 2003 Animation am Ballyfermot College of Further Education und arbeitete zunächst als freier Animator, bevor er 2005 zum irischen Animationsstudio Brown Bag Films  nach Dublin kam. Er führte unter anderem bei Werbefilmen Regie und realisierte 2006 die Kurzanimationsfilmreihe Crap Rap. Mit Kathleen O’Rourke schrieb Phelan das Drehbuch zum Kurzanimationsfilm Granny O’Grimm’s Sleeping Beauty, bei dem er auch Regie führte. Granny O’Grimm’s Sleeping Beauty wurde 2009 für einen Oscar in der Kategorie Bester animierter Kurzfilm nominiert. Von 2012 bis 2013 war Phelan Regisseur der Zeichentrickserie Die Oktonauten. Für seine Regiearbeit an der Kurzanimationserie Bing erhielt er 2015 einen Irish Animation Award.

## Filmografie
- 2006: It’s Some Kind of Voodoo
- 2006: Crap Rap
- 2007: Crap Rap 2
- 2008: Granny O’Grimm’s Sleeping Beauty
- 2012–2013: Die Oktonauten (The Octonauts)
- 2014: Bing (TV-Serie)

## Auszeichnungen
- 2009: Oscarnominierung, Bester animierter Kurzfilm, für Granny O’Grimm’s Sleeping Beauty
- 2015: Irish Animation Award, Beste Regie einer Fernsehserie, für Bing